# Döbling
Döbling ([ˈdøːblɪŋ]ⓘ) is het 19de district van Wenen. Het ligt in het noordwesten van Wenen aan de rand van het Wienerwald. Het district werd in 1892 samengesteld uit de voormalige Weense voorsteden Unterdöbling, Oberdöbling, Grinzing, Heiligenstadt, Nußdorf, Josefsdorf, Sievering en Kahlenbergerdorf. In 1938 werd het district nog uitgebreid met Neustift am Walde en Salmannsdorf, die daarvoor tot het district Währing behoorden.

## Musea
- Bezirksmuseum Döbling, heemkundig museum[2]
- Bieder-Hof, ook wel Eroica-Haus, gewijd aan Ludwig van Beethoven

1 Innere Stadt · 2 Leopoldstadt · 3 Landstraße · 4 Wieden · 5 Margareten · 6 Mariahilf · 7 Neubau · 8 Josefstadt · 9 Alsergrund · 10 Favoriten · 11 Simmering · 12 Meidling · 13 Hietzing · 14 Penzing · 15 Rudolfsheim-Fünfhaus · 16 Ottakring · 17 Hernals · 18 Währing · 19 Döbling · 20 Brigittenau · 21 Floridsdorf · 22 Donaustadt · 23 Liesing